# Greta Stendahl
Greta Stendahl, född 11 mars 1883 i Karlsborg, död 24 mars 1968 i Stockholm, var en svensk ämneslärarinna, kväkare och pacifist.

## Biografi
Greta Stendahls far var översten Magnus Stendahl (1849–1922) och mor var Maria Charlotta Elisabet Dillberg (1850–1926).
Kring år 1900 påbörjade Stendahl sin utbildning vid Statens normalskola för flickor i Stockholm, vilket följdes av Kungliga Högre lärarinneseminariet där hon tog sin examen 1904. Detta år fick Stendahl också sin första tjänst som ämneslärarinna vid Statens normalskola. Greta Stendahl undervisade främst i matematik och geografi.
Greta Stendahl levde ogift och barnlös hela livet, i likhet med många andra aktiva och yrkesverksamma kvinnor under första hälften av 1900-talet. Hon levde tillsammans med sin syster, Ingrid Stendahl, i Stockholm. Enligt uppgift hade Greta Stendahl en fosterdotter; den kände tyske fredspristagaren och pacifisten Carl von Ossietzkys dotter. Då von Ossietzky efter flera års tid i koncentrationsläger avled år 1938, lyckades en grupp kväkare föra den föräldralösa flickan till Sverige där hon kom i Greta Stendahls vård. Flickan växte upp på Per Sundbergs internatskola, Viggbyholmsskolan.

## Kväkare
I samband med studieresor i Europa, både före och under första världskriget, kom Greta Stendahl i kontakt med kväkare vilka gjorde outplånliga intryck på henne. Flera av dessa kväkare var vapenvägrare, ofta med fängelsestraff som konsekvens. Kväkarna fick ofta utstå hård kritik för bristande patriotism, något de försökte bemöta genom stora insatser för civilbefolkningen. De kväkare som Stendahl mötte under krigsåren i Europa gjorde stora sociala insatser genom att exempelvis ta hand om hemlösa och föräldralösa barn samt bidra med ekonomiskt stöd till änkor.  År 1932 blev Greta Stendahl medlem i den engelska kväkarsammanslutningen Society of Friends. Därefter kom hon att engagera sig i dess internationella förbund, International Friendship League. I detta arbete kom den antroposofiska Örjansgården att spela stor roll för möten mellan ungdomar från hela världen.  Utöver Greta Stendahl tillhörde även teologen och författarinnan Emilia Fogelklou, författarinnan Jeanna Oterdahl, KFUK-ledaren Elsa Cedergren och rektorn Per Sundberg vid Viggbyholmsskolan landets första kväkare. Tillsammans bildade de Vännernas Samfund år 1935. Greta Stendahl blev sekreterare i det nybildade samfundet och representerade även Sverige i kväkarnas världsförbund (International Friendship League). Hon tillhörde ledargruppen för det svenska samfundet ända fram till år 1946. Därefter grundade hon Nordisk kväkartidskrift.

## Uppdrag
Greta Stendahl var aktiv medlem och styrelseledamot i åtskilliga föreningar. Redan under 1910-talet engagerade hon sig i den kvinnliga rösträttsrörelsen (Landsföreningen för kvinnans politiska rösträtt)  och i Fredrika Bremerförbundet. Hon engagerade sig även i föreningar som Ekumeniska föreningen, Antropologiska sällskapet och den svenska sektionen av Förbundet för ny uppfostran (The New Education Fellowship).  Vidare hade Greta Stendahl mer formella centralstyrelsepositioner inom exempelvis Förbundet för Kristet Samhällsliv (från 1930), Flick- och samskolornas lärarförbund (sekreterare 1919–1925, ordförande 1925–1926), De Kvinnliga Kårsammanslutningarnas centralråd (1931), den internationella kommittén för uppfostran inom Svenska kvinnors nationalråd (från 1935), en av grundarna av och styrelseledamot i Geografilärarnas förening (från 1933). Vidare var Greta Stendahl även ledamot av Lidingö skolråd 1913–1918 och styrelseledamot i Stockholms kommunala mellanskolor (från 1922).  Slutligen blev hon även invald i Sällskapet Nya Idun år 1935.

## Fredsaktivist
Stendahls främsta intresse och engagemang låg emellertid på fredsområdet. Hon var exempelvis aktiv inom IKFF (den svenska sektionen av Internationella kvinnoförbundet för fred och frihet), som revisor, föredragshållare, styrelseledamot (1927–1933) och medorganisatör av förbundets årligen återkommande upplysningskurser.  Utöver IKFF var hon även aktiv medlem i Svenska föreningen för Nationernas förbund och Stockholms Genèvekommitté. Inom fredsrörelsen hade hon ett flertal formella uppdrag som styrelseledamot, främst inom föreningar som på ett eller annat sätt arbetade med fredspedagogiska frågor (fredsfostran). I synnerhet var Stendahl mycket engagerad i Svenska skolornas fredsförening, där hon var kassaförvaltare och senare vice ordförande (1928–1930) och därefter ordförande under större delen av 1930-talet. Hon var även ledamot av centralstyrelsen för Nordiska lärares fredsförbund samt medlem i dess styrelse för nordiska sommarkurser (1925 respektive 1930–1936). Vidare engagerade hon sig i Samarbetskommittén för fredsfrågor i början av 1930-talet och hon var även tillförordnad medarbetare i NF:s sekretariat år 1934. Slutligen var Greta Stendahl även starkt involverad i den verksamhet som bedrevs av Informationsbyrån för fredsfrågor (senare Mellanfolkligt samarbete för fred); kassaförvaltare från 1929, sekreterare och byråföreståndare år 1935 samt ledamot av redaktionsutskottet för tidskriften Mellanfolkligt samarbete från år 1931.

## Fredspedagogik
Tillsammans med bland andra skolföreståndarinnan Matilda Widegren och före detta lektorn Elisabet Eurén utgjorde Greta Stendahl själva kärntruppen inom det som kan betecknas som en fredspedagogisk rörelse i Sverige under mellankrigstiden – med krav på en genomgripande fredsfostran i skolorna. Denna rörelse bestod i huvudsak av pacifistiskt engagerade lärare (i synnerhet lärarinnor), vilka redan under första världskriget organiserade sig i Svenska lärarinnornas fredsgrupp, därefter i Svenska skolornas fredsförening (från år 1920) och senare under 1920-talet i Nordiska lärares fredsförbund. I samtliga dessa sammanslutningar utgjorde Greta Stendahl en nyckelfigur. Hon deltog ofta på de stora lärarmöten som anordnades under mellankrigstiden, både allmänna svenska folk- och flickskollärarmöten samt nordiska och internationella lärarmöten. Inte sällan var hon där en av föredragshållarna och talade då ofta om freds(pedagogiska) frågor.
Greta Stendahl var, i likhet med många andra inom fredsrörelsen, redan tidigt under 1930-talet medveten om och uppmärksam på vad som hände i Nazityskland. Från mitten av 1930-talet arbetade hon aktivt med flyktinghjälp. Bland annat engagerade hon sig starkt för Carl von Ossietzkys öde.
Hela sitt yrkesverksamma liv arbetade Greta Stendahl som ämneslärarinna vid Statens normalskola i Stockholm. Hon pensionerades i slutet av 1940-talet. Därefter upptog arbetet med Vännernas Samfund och tidskriften Nordisk Kväkartidskrift (där hon var redaktör) mycket av hennes tid.

### Fotnoter
1. ↑  Kleberg (1936)
2. ↑  Stendahl (1946). sid. 10 och 12
3. ↑  Ekbom (1991). sid. 133f
4. ↑  Ekbom (1991). sid. 130ff och 145
5. ↑  Svenska folkrörelser, del 1 (1936). sid. 998
6. ↑  Sällskapet Nya Idun (1984). sid. 63
7. ↑  Nilsson (2015). sid. 126f och 149-154
8. ↑  Nilsson (2015). sid. passim
9. ↑  Nilsson (2015). sid. 127
10. ↑  ”Högre allmänna läroverket Statens normalskola, Katalog 1955”. http://www.racken.com/SNS/katalog_1955/SNS_1955_katalog_urval.pdf. Läst 9 april 2016.